# Torneo de las Cuatro Naciones 1933
El Torneo de las Cuatro Naciones de 1933 (Home Nations Championship 1933) fue la 46° edición del principal Torneo de rugby del Hemisferio Norte.
El campeón del torneo fue la selección de Escocia.

## Clasificación
| Lugar | Selección  | Partidos | Partidos | Partidos  | Partidos | Puntos  | Puntos    | Puntos | Tabla de puntos |
| Lugar | Selección  | Jugados  | Ganados  | Empatados | Perdidos | A favor | En contra | dif.   | Tabla de puntos |
| ----- | ---------- | -------- | -------- | --------- | -------- | ------- | --------- | ------ | --------------- |
| 1     | Escocia    | 3        | 3        | 0         | 0        | 22      | 9         | +13    | 6               |
| 2     | Inglaterra | 3        | 1        | 0         | 2        | 20      | 16        | +4     | 2               |
| 3     | Irlanda    | 3        | 1        | 0         | 2        | 22      | 30        | -8     | 2               |
| 4     | Gales      | 3        | 1        | 0         | 2        | 15      | 24        | -9     | 2               |

## Resultados
| 21 de enero | Inglaterra | 3 - 7 | Gales | Londres, |  |

| 11 de febrero | Gales | 3 - 11 | Escocia | Swansea, |  |

| 11 de febrero | Inglaterra | 17 - 6 | Irlanda | Londres, |  |

| 11 de marzo | Irlanda | 10 - 5 | Gales | Belfast, |  |

| 18 de marzo | Escocia | 3 - 0 | Inglaterra | Edimburgo, |  |

| 1 de abril | Irlanda | 6 - 8 | Escocia | Dublín, |  |

## Premios especiales
- Triple Corona:  Escocia
- Copa Calcuta:  Escocia